# 第40回ベルリン国際映画祭
第40回ベルリン国際映画祭は1990年2月9日から20日まで開催された。

## 概要
1990年のベルリン国際映画祭は、1989年11月のベルリンの壁崩壊を受けて、これまで分かれていたベルリンの両側で初めて開催された。
コンペティション部門には23本の長編映画と16本の短編映画が出品され、社会主義体制下のチェコスロヴァキアを描いた『つながれたヒバリ』と、ギリシャ人監督のコスタ＝ガヴラスがアメリカに渡り監督したサスペンス『ミュージックボックス』の2本が金熊賞を受賞した。
また、パノラマ部門では多くのアルメニア映画・ソ連映画が上映された。

## 受賞
- 金熊賞：『つながれたヒバリ』(イジー・メンツェル)、『ミュージックボックス』 (コスタ＝ガヴラス)
- 銀熊賞
  - 審査員特別賞：『Asteniceskij sindrom』 (キラ・ムラートワ)
  - 監督賞：ミヒャエル・セントフレーベン (『ナスティ・ガール』)
  - 男優賞：イアン・グレン (『Silent Scream』)
  - 共演賞：ジェシカ・タンディ、モーガン・フリーマン (『ドライビング Miss デイジー』)
  - 芸術貢献賞：『Coming Out』(Heiner Carow)
  - 個人貢献賞：シェ・フェイ(『黒い雪の年』)

## 上映作品

### コンペティション部門
長編映画のみ記載。アルファベット順。邦題がついていない場合は原題の下に英題。
| 題名 原題                                             | 監督                       | 製作国                            |
| ----------------------------------------------------- | -------------------------- | --------------------------------- |
| A halálraitélt (On Death Row)                         | ヤノーシュ・ソンブリアイ   | ハンガリー                        |
| Asteniceskij sindrom (The Weakness Syndrome)          | キラ・ムラートワ           | ソビエト連邦                      |
| アタメ ¡Átame!                                        | ペドロ・アルモドバル       | スペイン                          |
| 黒い雪の年 本命年                                     | シェ・フェイ               | 中国                              |
| 7月4日に生まれて Born on the Fourth of July           | オリヴァー・ストーン       | アメリカ合衆国                    |
| Coming Out                                            | ハイナー・カーロフ         | 東ドイツ                          |
| ナスティ・ガール Das schreckliche Mädchen             | ミヒャエル・ヘルホーファン | 西ドイツ                          |
| ドライビング Miss デイジー Driving Miss Daisy         | ブルース・ベレスフォード   | アメリカ合衆国                    |
| シャドー・メーカーズ Fat Man and Little Boy           | ローランド・ジョフィ       | アメリカ合衆国                    |
| 深夜の逃走/クロッシング・ボーダー Herzlich Willkommen | ハーク・ボーム             | 西ドイツ                          |
| Il segreto (The Secret)                               | フランチェスコ・マゼリ     | イタリア                          |
| Karaul (The Guard)                                    | Aleksandr Rogoschkin       | ソビエト連邦                      |
| 女の復讐 La vengeance d'une femme                     | ジャック・ドワイヨン       | フランス                          |
| Les noces de papier (The Paper Wedding)               | ミシェル・ブロー           | カナダ                            |
| Los ángeles (Angels)                                  | ジェイコブ・バージャー     | スペイン フランス スイス ベルギー |
| ミュージックボックス Music Box                        | コスタ＝ガヴラス           | アメリカ合衆国                    |
| Silent Scream                                         | デヴィッド・ヘイマン       | イギリス                          |
| つながれたヒバリ Skrivánci na niti                    | イジー・メンツェル         | チェコスロバキア                  |
| ウィンター・ウォー/厳寒の攻防戦 Talvisota             | ペッカ・パリッカ           | スウェーデン                      |
| 侍女の物語 The Handmaid's Tale                        | フォルカー・シュレンドルフ | アメリカ合衆国 西ドイツ           |
| ローズ家の戦争 The War of the Roses                   | ダニー・デヴィート         | アメリカ合衆国                    |

- 短編映画の中で、後に『コーヒー&シガレッツ』として公開されるジム・ジャームッシュ監督の一編”Coffee And Cigarettes (Memphis Version) “が出品された。

### コンペティション外
- ウディ・アレンの 重罪と軽罪 – ウディ・アレン (アメリカ)
- テラコッタ・ウォリア 秦俑 – チン・シウトン (香港)
- 天国への300マイル – マーチェイ・ディチェル (ポーランド・デンマーク)
- 春のソナタ – エリック・ロメール (フランス)
- マグノリアの花たち – ハーバート・ロス (アメリカ)
- もうひとつのラブストーリー – カレル・ライス (イギリス・アメリカ)
- Resan till Melonia – Per Ahlin (スウェーデン)
- Spur der Steine – フランク・バイヤー (西ドイツ)

## 日本映画
フォーラム部門で大島渚の『儀式』、高嶺剛の『ウンタマギルー』、利重剛の『ザジ ZAZIE』が、レトロスペクティブ部門では黒木和雄の『TOMORROW 明日』、市川崑の『ビルマの竪琴』、清水宏の『蜂の巣の子供たち』、衣笠貞之助の『地獄門』、岡本喜八の『日本のいちばん長い日』がそれぞれ上映された。

## 審査員
- ミヒャエル・バルハウス (ドイツ/撮影監督)
- Vadim Abdraschitov (ソ連/監督)
- スザナ・アマラウ (ブラジル/監督)
- Lívia Gyarmathy (ハンガリー/監督)
- ヘルケ・ミッセルヴィッツ (ドイツ/監督)
- スティーヴン・バック (アメリカ/プロデューサー)
- マルガレート・メネゴス (フランス/プロデューサー)
- ロベルト・ベニーニ (イタリア/監督・俳優)
- オットー・ザンダー (ドイツ/俳優)
- リタ・トゥシンハム (イギリス/女優)
- スティーヴン・シルバーマン (アメリカ/)